# Умм-Салаль (футбольний клуб)
«Умм-Салаль» (араб. نادي أم صلال الرياضي) — катарський футбольний клуб, який виступає в Лізі зірок, найвищому дивізіоні країни. Раніше називався Аль-Тадамун. Заснований у 1979 році. Домашні матчі проводить на стадіоні «Тані бін Джассім», що вміщає 25 000 глядачів. Також знаменитий тим, що є першим катарським клубом, який пробився у Лігу чемпіонів АФК.

## Історія
Клуб був заснований в 1979 році під назвою «Аль-Тадамун», але згодом клуб було розпущено. Лише 1996 року команда була відновлена і у своєму другому сезоні «соколи Барзана» виграли Другу лігу Катару, а у 2000 і 2006 роках повторили це досягнення.
У 2004 році за наказом Олімпійського комітету Катару назва клубу була змінена на Умм-Салаль.
«Умм-Салаль» вийшов в Q-лігу в сезоні 2006/07, де перші два сезони фінішували на третьому місці. У 2008 році клуб кваліфікувався в Лігу чемпіонів АФК, перемігши ще один катарський клуб «Аль-Гарафа» по пенальті (4:1). У тому турнірі вони дійшли до 1/2 фіналу.

## Досягнення
- Кубок Еміра Катару
  - Володар (1): 2008
- Кубок шейха Яссіма
  - Володар (1): 2009
- Кубок зірок Катару
  - Володар (1): 2024
- Друга ліга Катару
  - Чемпіон (3): 1998, 2000, 2006

## Відомі гравці
- Саша Огненовський
- Мурад Мегні
- Ісмаель Бангура
- Габрі Гарсія
- Маріо Мельхіот
- Магно Алвес
- Жеремі Альєдьєр
- Мохамед Хусейн
- Сабрі Лямуші
- Тунджай Шанли

## Тренери
- Саад Хафез (1999–01)[3]
- Саїд Разнуї (2001–02)
- Лахдар Беллумі (2003)
- Фарід Рамзі (2004)
- Робер Мульєр (2004–05)
- Абдельхак Бенчіха (2005–06)
- Хассан Хормуталла (20 лютого, 2007–1 липня 2007)
- Рішар Тарді (1 липня, 2007–26 жовтня 2007)
- Хамід Бремель (2007)
- Лоран Банід (7 листопада 2007–3 листопада 2008)
- Жерар Жилі (16 листопада 2008–12 квітня 2010)
- Генк тен Кате (12 квітня 2010–6 лютого 2011)
- Хассан Хормуталла (7 лютого 2011–15 листопада 2011)
- Жерар Жилі (15 грудня 2011–30 червня 2012)
- Бертран Маршан (1 липня 2012–1 березня 2013)
- Ален Перрен (9 березня 2013–30 вересня 2013)
- Жерар Жилі (30 вересня 2013–12 грудня 2013)
- Бюлент Уйгун (12 грудня 2013–14 грудня 2016)
- Таляль ель-Каркурі (5 січня 2017–12 грудня 2018)
- Рауль Канеда (1 січня 2019–)